# Конгрегація
Конгрега́ція, конґреґа́ція — підрозділ Римської Курії, своєрідне міністерство Ватикану.
До 1983 р. — Священна Конгрегація (лат. Sacrum Congregatio) − установа, що входить до складу Римської Курії, яка є центральним органом управління Римо-Католицькою Церквою і Ватиканом. Кожна Конгрегація Римської Курії відповідає за ту чи іншу ділянку життя і діяльності Церкви. Конгрегації можна порівняти з міністерствами в державному апараті світської держави. Конгрегацію очолює префект (за рідкісним винятком, має сан кардинала), якому допомагають секретар або віце-префект Конгрегації.
На сьогодні Римська Курія налічує 9 конгрегацій:
- Конгрегація доктрини віри
- Конгрегація у справах єпископів
- Конгрегація Богослужіння і дисципліни Таїнств
- Конгрегація Східних Церков
- Конгрегація з канонізації святих
- Конгрегація Євангелізації Народів
- Конгрегація в справах духовенства
- Конгрегація у справах Інститутів Богопосвяченого життя і Товариств Апостольського життя
- Конгрегація католицької освіти

Також в католицизмі конгрегацією називається організація, яка складається з монахів та мирян, які є її членами.